# Thecocarcelia acutangulata
Thecocarcelia acutangulata är en tvåvingeart som först beskrevs av Macquart 1851.  Thecocarcelia acutangulata ingår i släktet Thecocarcelia och familjen parasitflugor. Arten har ej påträffats i Sverige. Inga underarter finns listade i Catalogue of Life.